# Museo Juan Cabré
El Museo Juan Cabré es una institución dedicada a la conservación de la colección del arqueólogo y prehistoriador español Juan Cabré. Se encuentra en la localidad turolense de Calaceite, parte de la comunidad de Aragón, España.
El museo ocupa completamente un edificio de estilo solariego del siglo XVIII, conocido como Casa Museo Juan Cabré.

## Distribución
El museo ocupa cuatro plantas, si bien tiene dos semisótanos separados. La distribución es la siguiente:
- Planta baja: El arqueólogo Juan Cabré
- Planta primera: Arqueología y Colección Juan Cabré
- Planta segunda: Salón de actos y biblioteca
- Semisótano 1: Salas de exposiciones temporales
- Semisótano 2: Salas de Etnología y Ruta de los íberos